# 12013 Sibatahosimi
12013 Sibatahosimi è un asteroide della fascia principale. Scoperto nel 1996, presenta un'orbita caratterizzata da un semiasse maggiore pari a 2,2393364 UA e da un'eccentricità di 0,1321671, inclinata di 6,13624° rispetto all'eclittica.